# Juan Carlos Aparicio
Juan Carlos Aparicio Pérez, né le 20 avril 1955 à Burgos, est un homme politique espagnol, membre du Parti populaire (PP).
Brièvement numéro deux du gouvernement de Castille-et-León en 1989, il entame ensuite une carrière parlementaire nationale, occupant le deuxième secrétariat du Congrès des députés. En 1996, il est nommé secrétaire d'État à la Sécurité sociale, puis devient, en 2000, ministre du Travail.
Il est relevé de ce poste en 2002 et se fait élire, en 2003, maire de Burgos, fonction qu'il occupe pendant huit ans. En 2004, il entre au Sénat, mais revient au Congrès dès le scrutin suivant, en 2008.

## Biographie

### Formation
Après des études de sciences chimiques à l'université de Valladolid, il devient technicien en organisation des entreprises. En outre, il a été vice-secrétaire général de la Fédération des entreprises de la province de Burgos.

### Débuts régionaux
En 1983, il est élu député régional (procurador) aux Cortes de Castille-et-León, sous les couleurs de l'Union libérale (UL). Il devient, trois ans plus tard, député de la province de Burgos au Congrès des députés, sur la liste de la Coalition populaire (CP), et est nommé premier vice-président du gouvernement régional, conseiller à la Présidence et à l'Administration territoriale le 19 mai 1989, par le président José María Aznar.

### Au Congrès des députés
Il quitte ces fonctions dès le mois de septembre suivant, et se représente au Congrès des députés le mois suivant. Tête de liste du nouveau Parti populaire (PP) dans la province de Burgos, il remporte 43,4 % des suffrages, conservant ainsi la première place. À l'ouverture de la législature, le 21 novembre, il est élu deuxième secrétaire du Congrès.
Aux élections générales de juin 1993, il augmente son score avec 49,5 % des voix. Le 29 de ce mois, il est réinvesti deuxième secrétaire de l'assemblée, avec 77 voix en sa faveur.

### Haut fonctionnaire
Après la victoire du Parti populaire aux élections générales de mars 1996, il est nommé, le 10 mai suivant, secrétaire d'État à la Sécurité sociale du ministère du Travail et des Affaires sociales. Il est maintenu dans ses fonctions lors du remaniement ministériel du 19 janvier 1999.

### Ministre du Travail d'Aznar
Le 21 février 2000, à moins d'un mois des élections générales, il est nommé ministre du Travail et des Affaires sociales, à la suite de la démission surprise de Manuel Pimentel. Lors de sa prise de fonction, à laquelle son prédécesseur n'assiste même pas, il ne prononce aucun mot le concernant. Le PP ayant conservé le pouvoir lors du scrutin, il se voit reconduit dans ses fonctions le 28 avril suivant.
Après l'échec des négociations avec les syndicats sur la réforme de l'assurance chômage en mai 2002, le gouvernement décide de prendre un décret-loi le 24 mai, qui entre en vigueur trois jours plus tard. À l'issue d'un débat parlementaire virulent, le texte est approuvé par le Congrès des députés le 13 juin, avec les seules voix du PP. 
Une semaine après la grève générale du 20 juin, Aparicio fait savoir aux députés qu'il ne compte pas reprendre le dialogue social et que le gouvernement se concentre uniquement sur la validation du décret-loi par les Cortes Generales.
À l'occasion du grand remaniement ministériel du 10 juillet 2002, il est remplacé par Eduardo Zaplana, président de la Généralité valencienne, en conséquence de la grève générale, alors que le conflit est dû à l'intransigeance de Rodrigo Rato et José María Aznar.

### Maire de Burgos
Il est aussitôt choisi comme tête de liste du PP dans la ville de Burgos pour les municipales du 25 mai 2003. Avec 44,1 % des suffrages exprimés, il remporte 14 sièges sur 27 au conseil municipal, ce qui lui permet d'être investi maire le 14 juin. Aux élections générales de mars 2004, il quitte le Congrès et se présente au sénat, où il est facilement élu avec près de 117 000 voix, le meilleur score de la province de Burgos.
Candidat à un second mandat municipal en mai 2007, il s'impose avec 47,7 % des voix, ce qui lui donne un élu de plus que quatre ans plus tôt. À l'occasion des élections générales de mars 2008, il décide de retourner au Congrès des députés. Menant la liste dans la province de Burgos, il obtient 50,5 % des suffrages, soit deux députés sur quatre. Au mois de décembre 2010, son premier adjoint, conseiller à l'Équipement et porte-parole du groupe conservateur, Javier Lacalle Lacalle, est investi pour lui succéder comme candidat aux élections municipales de mai 2011.

### Au premier plan du Congrès
Le 29 juin 2011, il est élu, à l'unanimité, président de la commission parlementaire conjointe pour le contrôle de la radio-télévision publique, en remplacement de la nouvelle présidente de l'Aragon, Luisa Fernanda Rudi. Après avoir remporté 54,2 % des voix et trois sièges sur quatre aux élections générales de novembre suivant, il est désigné pour présider la commission de l'Intérieur du Congrès, étant élu le 17 janvier 2012.

### Vie privée
Il est marié et père de trois enfants.

## Distinctions
- Grand-croix de l'ordre d'Isabelle la Catholique